# Raye
Rachel Agatha Keen (Tooting, Londres, 24 de outubro de 1997), conhecida como Raye (estilizado em maiúsculasː RAYE), é uma cantora e compositora britânica. Ela ganhou destaque pela primeira vez após assinar com a Polydor Records , e mais tarde com suas colaborações de 2016, "By Your Side" e " You Don't Know Me " com Jonas Blue e Jax Jones, respectivamente. Ela também ganhou atenção da mídia após sua saída da Polydor, depois que a gravadora supostamente se recusou a lançar seu álbum de estreia.
Seu álbum de estreia, My 21st Century Blues (2023), foi lançado de forma independente com sucesso comercial e de crítica, e ganhou o prêmio de Álbum do Ano no BRIT Awards de 2024. O single do álbum, "Escapism", se tornou um sucesso viral no TikTok antes de se tornar sua primeira música a chegar ao topo da UK Singles Chart. Também se tornou sua primeira entrada na Billboard Hot 100 dos EUA. Raye também escreveu músicas para outros artistas, incluindo Beyoncé, Little Mix, Rihanna, David Guetta, John Legend e Ellie Goulding. 

## Biografia
Rachel Keen nasceu no bairro londrino de Tooting, Reino Unido, filha de mãe de ascendência suíça e ganesa e de pai inglês. Foi criada nos bairros de Pollards Hill e Croydon, ao sul de Londres, numa família musical. Seu avô paterno foi um compositor e instrumentista originário de Yorkshire, região da que seu pai se transladou a Londres para lançar uma carreira musical junto com uma banda, que não atingiu o sucesso. Sua mãe é uma cantora que com frequência atuava no coro de uma igreja local, onde conheceu ao pai de Raye, que ocasionalmente dirigia os louvores e tocava o piano.
À idade de dez anos, realizou sua primeira composição, que escreveu para um concurso de talentos da escola primária, tendo participado em várias edições do concurso. Mais tarde, fez uma audição para o Britain's Got Talent, mas sem sucesso, Com treze anos, realizou suas primeiras gravações num computador portátil que lhe presenteou seu tio materno Jose, um músico com residência nos Estados Unidos que fez com que Raye se interessasse pela cantora Jill Scott, que cita como uma de suas principais influências. Ainda que, fazia no segundo ano, com um certificado de ensino secundário (GCSE), deixou a escola para dedicar a sua carreira musical, que para esse então tinha começado a descolar, após ter conhecido um professor de guitarra, experiente ademais em composição. Escreveu várias canções junto com seu pai e o professor, e com o tempo este lhe apresentou a um amigo que era um produtor da companhia Sony/ATV. Também realizou várias obras musicais com ele. Logo o produtor apresentou-lhe a seu chefe, Will Harper, que anos mais tarde converteu-se em seu manager, após Raye saltar para a fama.
Nessa época, também teve várias sessões de composição com Eg White, ao mesmo tempo em que alternava suas classes na Brit School com treinamento vocal aos fins de semana. Com quinze anos, compôs "Hotbox" em colaboração com Harper, inspirada no uso de maconha que experimentou em seus anos escolares. A canção foi publicada num site e tornou-se popular. O vocalista da banda Years & Years, Olly Alexander, gostou especialmente da canção, e fez muito para apoiar a carreira de Raye, ao ponto de ela ter despertado o interesses da gravadora Polydor  e assinar um contrato de gravação com a mesma no início de 2015.

## Carreira

### 2014-2019: Início de carreira e descoberta
Durante 2015, Raye fez vários espectáculos musicais  e em meados desse ano atuou como telonera de Years & Years numa série de concertos concertos pelo Reino Unido. O disco EP contou ademais com contribuições do produtor Fred Gibson  e as compositoras Noonie Bao e Charli XCX. Esta última coescreveu e dirigiu o videoclip de "I, U, Us", que teve uma resposta positiva da crítica, incluindo de Aimee Cliff, da revista The Fader, que elogiou a sonoridade e a letra da canção - que fala de um falhanço amoroso - e encontrou similitudes entre a mesma e "We Are Never Ever Getting Back Together", de Taylor Swift. A jornalista ademais opinou que o vídeo captura o "brilho da canção". Nesse mesmo mês, Raye levou a cabo uma apresentação musical no festival britânico Bestival  e em setembro Nas lançou "War", uma canção interpretada pelo rapper e por Raye. A canção faz parte da trilha sonora do filme The Birth of a Nation.
Sua carreira atingiu o sucesso no final de 2016, quando participou como vocalista em "By Your Side", do produtor britânico Jonas Blue, que saiu em outubro desse ano. A canção teve uma grande popularidade em Reino Unido, chegando ao posto n.º 15 da lista de singles  e conseguindo excelentes vendas, o que lhe valeu a certificação de prata da BPI. Raye também participou como compositora na exitosa canção "After the Afterparty", de Charli XCX, artista de que recebeu um grande apoio. Jess Glynne também apoiou muito Raye, tendo-a promovido como sua artista de abertura na digressão Take Me Home Tour, que passou por várias cidades britânicas em novembro. A notabilidade de Raye fez que fosse considerada um dos artistas novos com mais possibilidades de ter sucesso em 2017, tendo obtido o terceiro posto na sondagem musical BBC Sound of 2017.
No início de 2017, conseguiu seu segundo sucesso como artista convidada com "You Dom't Know Me", uma colobaração com Jax Jones que chegou à 3.ª posição da listagem de singles britânica.
Em fevereiro de 2019, Raye foi destaque na música "Tipsy" de Odunsi. Em abril de 2019, foi anunciado que Raye apoiaria Khalid em sua Free Spirit World Tour no final de 2019, ao lado de Mabel. Raye colaborou com David Guetta no single "Stay (Don't Go Away)", que foi lançado em maio de 2019 e alcançou a posição 41 no UK Singles Chart. Raye foi revelada como co-autora da faixa "Bigger" da cantora americana Beyoncé, que foi apresentada na como faixa no álbum de trilha sonora The Lion King: The Gift, lançado em julho de 2019. Em agosto de 2019, Raye lançou o single "Love Me Again", enquanto um remix da música com Jess Glynne foi lançado posteriormente. O single mais tarde alcançou a posição 55 no UK Singles Chart e foi certificado como Prata. Outra colaboração de Guetta, "Make It to Heaven", foi lançada em novembro de 2019 junto com o produtor Morten.

### 2020-2021:Euphoric Sad Songse saída da Polydor
"Tequila" foi lançada como single em colaboração com os DJs Jax Jones e Martin Solveig em fevereiro de 2020. A música alcançou a posição 21 na UK Singles Chart, bem como o pico dentro do top 20 na Irlanda e Escócia. A faixa recebeu uma certificação de ouro no Reino Unido. Uma colaboração com o DJ Regard intitulada "Secrets" foi lançada em abril de 2020. A música conquistou a posição seis na UK Singles Chart e liderou a UK Dance Chart. A música também alcançou o top dez na Irlanda e Escócia, bem como na parada US Billboard Dance/Electronic Songs. "Secrets" alcançou as paradas em vários países, como Holanda, França e Alemanha, tornando-se a primeira aparição de Raye nas paradas como artista principal. Em julho de 2020, Raye lançou o single "Natalie Don't". 
Em novembro de 2020, Raye lançou seu primeiro mini-álbum (ou EP), Euphoric Sad Songs , apresentando lançamentos anteriores "Love Me Again", "Please Don't Touch", "Secrets" e "Natalie Don't", além de novos singles adicionais "Love of Your Life" e o quinto single oficial do álbum, "Independent" (com Rudimental). O último single atingiu o pico dentro do top 40 no Reino Unido também na parada de músicas dance/eletrônicas dos EUA. O projeto é centrado no tema dos "sete estágios do luto", com Raye afirmando que ela escreveu o álbum durante cada estágio do luto com o processo criativo ajudando a curar seu coração partido.
Um single colaborativo, "Bed" com Joel Corry e David Guetta, foi lançado em fevereiro de 2021. A música alcançou a terceira posição na UK Singles Chart, tornando-se o single de maior sucesso de Raye como artista principal na parada na época. Em junho de 2021, Raye lançou o single "Call On Me", que pretendia servir como o single principal de seu primeiro álbum de estúdio. Raye co-escreveu e co-produziu a música "Let Them Know" de Mabel, que também foi lançada no mesmo mês.
Mais tarde naquele mês, Raye revelou que sua gravadora, Polydor Records , estava impedindo o lançamento de seu álbum de estreia por vários anos. A declaração recebeu apoio de outros artistas, incluindo Charli XCX, MNEK e Rina Sawayama. Raye mais tarde entrou em um hiato após as declarações e em julho de 2021, ela anunciou que havia se separado da Polydor para trabalhar como uma artista independente. Raye fechou o ano realizando sua turnê principal do Euphoric Sad Show no Reino Unido e na Irlanda.

### 2022–presente:My 21st Century Bluese reconhecimento internacional
Em junho de 2022, Raye lançou o single "Hard Out Here", seu primeiro lançamento como artista independente. O segundo single, "Black Mascara", foi lançado em agosto de 2022  e foi seguido por um lançamento de single duplo, "Escapism" (com a rapper e cantora americana 070 Shake) e "The Thrill is Gone" em outubro de 2022. Todos os singles se juntariam para formar o álbum de estreia da artista, My 21st Century Blues, que foi lançado em fevereiro de 2023. O álbum alcançou a segunda posição na parada de álbuns do Reino Unido, atrás de Queen of Me, de Shania Twain. Em apoio ao álbum, Raye embarcou em uma mini turnê intitulada The Story So Far, que marcou seus primeiros shows como atração principal na Europa e América do Norte. Isso foi seguido pela My 21st Century Blues Tour, que começou em fevereiro de 2023. Em dezembro de 2022, após a faixa se tornar viral em várias plataformas de streaming, "Escapism" ascendeu ao top dez da UK Singles Chart, mais tarde chegando ao número um na primeira semana de 2023, marcando o single de maior sucesso de Raye e o primeiro no topo das paradas no país. Nos Estados Unidos, "Escapism" se tornou a primeira música de Raye a entrar nas paradas da Billboard Hot 100, chegando ao número 22. A faixa também alcançou sucesso internacional, tornando-se o single de melhor sucesso de Raye em sua carreira até o momento em vários territórios.
Em janeiro de 2023, Raye abriu a turnê Broken by Desire to Be Heavenly Sent de Lewis Capaldi no Reino Unido e na Irlanda. Em fevereiro de 2023, Raye fez sua estreia na televisão dos EUA no The Late Show com Stephen Colbert. Raye apoiou a turnê Red Moon in Venus de Kali Uchis, que aconteceu de abril a maio na América do Norte e SZA na segunda etapa de sua SOS Tour em junho. No mesmo mês, ela se apresentou no Festival de Glastonbury 2023. Em outubro de 2023, Raye lançou My 21st Century Symphony, uma interpretação ao vivo de canções de seu álbum de estreia gravado no Royal Albert Hall de Londres ao lado da Heritage Orchestra e do Flames Collective, um coral gospel de 30 integrantes.
Em março de 2024, Raye apresentou um medley de alguns de seus sucessos no BRIT Awards, onde ganhou seis das sete indicações, incluindo Artista do Ano, quebrando o recorde de mais prêmios concedidos a um artista em uma noite na história do BRIT Awards. Ela foi uma das compositoras da música "Riiverdance", contida no álbum inspirado na música country de Beyoncé, Cowboy Carter (2024). Em 6 de abril de 2024, Raye apareceu como convidada musical no Saturday Night Live , ao lado da apresentadora Kristen Wiig, onde ela cantou "Escapism" e "Worth It", enquanto também apresentava uma prévia de uma música inédita, que foi provisoriamente intitulada "Let There Be Light" por publicações da mídia  antes de ser finalmente lançada como o single de três atos "Genesis" em 7 de junho.
Em 25 de maio, ela se apresentou em seu primeiro festival no Big Weekend da BBC Radio 1 em Luton. Ela foi anunciada como a abertura da turnê The Eras Tour de Taylor Swift para o show final no Estádio de Wembley. Em 13 de setembro, Raye lançou seu segundo álbum ao vivo, intitulado "Live at Montreux Jazz Festival". Raye foi indicada para seu primeiro Grammy Awards em novembro de 2024, incluindo Artista Revelação e Compositora do Ano, Não Clássico.

## Influências
As primeiras influências musicais de Raye foram herdadas de seus pais, que, antes de seu nascimento, atuavam numa igreja local, na qual também a envolveram desde menina. Essa experiência influiu no gosto musical de Raye, que começou a fazer música e a tocar instrumentos como o piano logo na infância. Em criança, Raye ademais prestava muita atenção à variedade de estilos de música que seus pais escutavam, como soul , R&B, gospel e jazz, e entre os artistas se encontravam Ela Fitzgerald, Etta James, Lauryn Hill e Nina Simone, que cita como grandes influências de sua infância. Ela também expressou admiração por Beyoncé e Lady Gaga 

## Vida Pessoal
Raye se identifica como cristã e credita sua fé por ajudá-la a superar suas lutas pessoais. Em uma entrevista para a Rolling Stone UK, Raye revelou que ela lutou contra dismorfia corporal, vício, um transtorno alimentar e ansiedade. Em uma entrevista separada para a BBC, Raye revelou que um produtor musical a havia agredido sexualmente no início de sua carreira.

## Discografia
- My 21st Century Blues (2023)

## Prêmios e indicações
Em 2019, Raye recebeu o prêmio BMI Film & TV por sua "arte inovadora, visão criativa e impacto no futuro da música". Ela tem mais de dez milhões de vendas certificadas no Reino Unido. Ela também ganhou um Brits Billion Award — tornando-se uma de suas primeiras ganhadoras — bem como um Ivor Novello Award, MOBO Award, seis Brit Awards — tornando-se a primeira mulher a ganhar o prêmio de Compositora do Ano e um Global Award . Ela também ganhou o Álbum do Ano no BRIT Awards de 2024. Entre cinco outros prêmios dos quais foi ganhadora, Raye quebrou o recorde de mais vitórias e indicações para um artista na cerimônia em um único ano.
| Prêmio                        | Ano  | Nomeação                                               | Categoria                                                       | Resultado | Ref.                 |
| ----------------------------- | ---- | ------------------------------------------------------ | --------------------------------------------------------------- | --------- | -------------------- |
| AIM Independent Music Awards  | 2023 | My 21st Century Blues                                  | Best Independent Album                                          | Indicada  | [ 71 ]               |
| AIM Independent Music Awards  | 2023 | "Escapism" (featuring 070 Shake)                       | Best Independent Track                                          | Venceu    | [ 71 ]               |
| AIM Independent Music Awards  | 2023 | "Escapism" (featuring 070 Shake)                       | Best Independent Video                                          | Indicada  | [ 71 ]               |
| ASCAP London Music Awards     | 2018 | "You Don't Know Me"                                    | ASCAP EDM Winning Songs                                         | Venceu    | [ 72 ]               |
| BET Awards                    | 2023 | Ela Mesma                                              | Melhor Artista Revelação Internacional                          | Indicada  | [ 73 ]               |
| BMI Awards                    | 2019 | Ela Mesma                                              | Impact Award                                                    | Venceu    | [ 74 ]               |
| Brit Awards                   | 2018 | "You Don't Know Me" (com Jax Jones)                    | Canção do Ano                                                   | Indicada  | [ 75 ]               |
| Brit Awards                   | 2021 | "Secrets" (com Regard)                                 | Canção do Ano                                                   | Indicada  | [ 76 ]               |
| Brit Awards                   | 2022 | "Bed" (com Joel Corry and David Guetta)                | Canção do Ano                                                   | Indicada  | [ 77 ]               |
| Brit Awards                   | 2022 | Ela mesma                                              | Artista de Dance                                                | Indicada  | [ 77 ]               |
| Brit Awards                   | 2024 | Ela mesma                                              | Artista do Ano                                                  | Venceu    | [ 78 ]               |
| Brit Awards                   | 2024 | Ela mesma                                              | Artista Revelação                                               | Venceu    | [ 78 ]               |
| Brit Awards                   | 2024 | Ela mesma                                              | Compositora do Ano                                              | Venceu    | [ 78 ]               |
| Brit Awards                   | 2024 | Ela mesma                                              | Artista de Pop                                                  | Indicada  | [ 78 ]               |
| Brit Awards                   | 2024 | Ela mesma                                              | Artista de R&B                                                  | Venceu    | [ 78 ]               |
| Brit Awards                   | 2024 | My 21st Century Blues                                  | Álbum do Ano                                                    | Venceu    | [ 78 ]               |
| Brit Awards                   | 2024 | "Escapism" (featuring (070 Shake)                      | Canção do Ano                                                   | Venceu    | [ 78 ]               |
| Brit Awards                   | 2024 | "Prada" (com Cassö & D-Block Europe)                   | Canção do Ano                                                   | Indicada  | [ 78 ]               |
| Brit Awards                   | 2025 | Ela mesma                                              | Artista de R&B                                                  | Venceu    | [ 79 ]               |
| British Phonographic Industry | 2023 | Ela Mesma                                              | Brits Billion Award                                             | Venceu    | [ 80 ]               |
| Electronic Music Awards       | 2023 | Ela Mesma                                              | Best Vocalist                                                   | Indicada  | [ 81 ]               |
| Global Awards                 | 2022 | Ela Mesma                                              | Best Female                                                     | Indicada  | [ 82 ]               |
| Global Awards                 | 2023 | Ela Mesma                                              | Best Female                                                     | Indicada  | [ 83 ]               |
| Global Awards                 | 2023 | "Escapism" (featuring (070 Shake)                      | Best Social Trended Song                                        | Venceu    | [ 83 ]               |
| Global Awards                 | 2023 | "Escapism" (featuring (070 Shake)                      | Best Song                                                       | Indicada  | [ 83 ]               |
| Global Awards                 | 2024 | "Prada" (com Cassö & D-Block Europe)                   | Best Song                                                       | Venceu    | [ 84 ]               |
| Global Awards                 | 2024 | Ela Mesma                                              | Melhor Cantora                                                  | Indicada  | [ 84 ]               |
| Global Awards                 | 2024 | Ela Mesma                                              | Melhor Cantora Britânica                                        | Venceu    | [ 84 ]               |
| Global Awards                 | 2024 | Ela Mesma                                              | Melhor Pop                                                      | Venceu    | [ 84 ]               |
| Global Awards                 | 2024 | Ela Mesma                                              | Melhor R&B ou Hip hop                                           | Indicada  | [ 84 ]               |
| Global Awards                 | 2024 | Ela Mesma                                              | Melhores Fãs                                                    | Indicada  | [ 84 ]               |
| Grammy Awards                 | 2025 | Ela Mesma                                              | Artista Revelação                                               | Indicada  | [ 85 ] [ 86 ]        |
| Grammy Awards                 | 2025 | Ela Mesma                                              | Compositor/a do Ano, Música Não Clássico                        | Indicada  | [ 85 ] [ 86 ]        |
| Grammy Awards                 | 2025 | Algorithm (Lucky Daye)                                 | Melhor engenharia de som de álbum não-clássico (como produtora) | Indicada  | [ 85 ] [ 86 ]        |
| iHeartRadio Music Awards      | 2024 | My 21st Century Blues                                  | Álbum de estreia favorito                                       | Indicada  | [ 87 ]               |
| Ivor Novello Awards           | 2022 | "Bed" (com David Guetta, Jin Jin and Giorgio Tuinfort) | Trabalho Mais Executado                                         | Indicada  | [ 88 ]               |
| Ivor Novello Awards           | 2022 | Ela mesma                                              | Compositor/a do Ano                                             | Indicada  | [ 88 ]               |
| Ivor Novello Awards           | 2023 | "Escapism" (com 070 Shake and Mike Sabath)             | Melhor Canção Contemporânea                                     | Venceu    | [ 89 ]               |
| Ivor Novello Awards           | 2024 | My 21st Century Blues                                  | Melhor Álbum                                                    | Indicada  | [ 90 ]               |
| Ivor Novello Awards           | 2024 | Ela memsa                                              | Compositor/a do Ano                                             | Venceu    | [ 91 ]               |
| Mercury Prize                 | 2023 | My 21st Century Blues                                  | Álbum do Ano                                                    | Indicada  | [ 92 ]               |
| MOBO Awards                   | 2023 | My 21st Century Blues                                  | Álbum do Ano                                                    | Indicada  | [ 93 ]               |
| MOBO Awards                   | 2023 | "Escapism" (featuring 070 Shake)                       | Canção do Ano                                                   | Indicada  | [ 93 ]               |
| MOBO Awards                   | 2023 | Ela mesma                                              | Melhor Cantora                                                  | Venceu    | [ 93 ]               |
| MTV Europe Music Awards       | 2017 | Artists for Grenfell                                   | Power of Music Award                                            | Venceu    | [ 94 ]               |
| MTV Europe Music Awards       | 2023 | Ela mesma                                              | Melhor Artista do Reino Unido e da Irlanda                      | Indicada  | [ 95 ]               |
| MTV Europe Music Awards       | 2024 | Ela mesma                                              | Melhor Artista do Reino Unido e da Irlanda                      | Venceu    | [ 96 ] [ 97 ] [ 98 ] |
| MTV Europe Music Awards       | 2024 | Ela mesma                                              | Melhor Artista                                                  | Indicada  | [ 96 ] [ 97 ] [ 98 ] |
| MTV Europe Music Awards       | 2024 | Ela mesma                                              | Melhor Artista ao Vivo                                          | Indicada  | [ 96 ] [ 97 ] [ 98 ] |
| MTV Video Music Awards        | 2024 | "Genesis"                                              | Video para o Bem                                                | Indicada  | [ 96 ] [ 97 ] [ 98 ] |
| Popjustice £20 Music Prize    | 2020 | "Please Don't Touch"                                   | Melhor Cantora Britânica de Pop                                 | Indicada  | [ 99 ]               |
| Popjustice £20 Music Prize    | 2021 | "Love of Your Life"                                    | Melhor Cantora Britânica de Pop                                 | Indicada  | [ 99 ]               |
| Popjustice £20 Music Prize    | 2023 | "Escapism" (featuring 070 Shake)                       | Melhor Cantora Britânica de Pop                                 | Venceu    | [ 99 ]               |
| UK Music Video Awards         | 2023 | "Escapism" (featuring 070 Shake)                       | Melhor Videoclipe Pop - UK                                      | Indicada  | [ 100 ]              |
| UK Music Video Awards         | 2023 | "The Weekend" (com Stormzy)                            | Melhor Videoclipe R&B/Soul - UK                                 | Indicada  | [ 100 ]              |
| UK Music Video Awards         | 2024 | "Genesis"                                              | Melhor Videoclipe Pop - UK                                      | Indicada  | [ 101 ] [ 102 ]      |
| UK Music Video Awards         | 2024 | "Genesis"                                              | Melhor Performance em Vídeo                                     | Indicada  | [ 101 ] [ 102 ]      |
| UK Music Video Awards         | 2024 | "Genesis"                                              | Melhor Cinematografia                                           | Indicada  | [ 101 ] [ 102 ]      |
| UK Music Video Awards         | 2024 | "Oscar Winning Tears (Live at the Royal Albert Hall)"  | Melhor Vídeo ao Vivo                                            | Indicada  | [ 101 ] [ 102 ]      |

## Tours

### Solo
- Raye Live (2018)[103]
- Euphoric Sad Show Tour (2021)[43]
- The Story So Far... (2022)[104]
- My 21st Century Blues Tour (2023)[105]

### Ato de abertura
- Communion Tour (2015; de Years & Years)[106]
- Take Me Home Tour (2016; de Jess Glynne)[107]
- The Girls Tour (2018; de Rita Ora)[108]
- Hopeless Fountain Kingdom Tour (2018; de Halsey)[109]
- Free Spirit World Tour (2019; de Khalid)[110]
- Broken by Desire to Be Heavenly Sent Tour (2023; de Lewis Capaldi)[111]
- Red Moon in Venus Tour (2023; de Kali Uchis)[112]
- SOS TOUR (2023; de SZA)[52]
- Angel of Tears World Tour (2024; de Kuzey)[113]
- The Eras Tour (2024; de Taylor Swift)[113]